# شتيفان فينتر
شتيفان فينتر (بالألمانية: Stefan Winter)‏ هو مرشد جبلي ‏ وكاتب ألماني، ولد في 16 مارس 1968.